# USS LST-924
O USS LST-924 foi um navio de guerra norte-americano da classe LST que operou durante a Segunda Guerra Mundial.